# Бле, Мари-Клер
Мари-Клер Бле (фр. Marie-Clair Blais; 5 октября 1939, Квебек, Канада — 30 ноября 2021, Ки-Уэст, Флорида, США) — франкоканадская писательница (романистка, драматург и поэтесса). Произведения Бле, в числе которых романы «Мой прекрасный зверь» (1959), «Один сезон из жизни Эмманюэля» (1965), «Дневник Полины Аршанж» (1968), цикл «Жажда» (1995—2018), переведены на многие языки мира, неоднократно экранизировались для большого экрана и телевидения, удостоены высоких отзывов от критиков. Бле — четырёхкратный лауреат Премии генерал-губернатора, лауреат премии Медичи (Франция), член Королевского общества Канады (1986) и Королевской академии французского языка и литературы (Бельгия, 1992), компаньон ордена Канады, кавалер других канадских и зарубежных орденов.

## Биография
Мари-Клер Бле, старшая из пяти детей в семье, родилась в октябре 1939 года в Лимуалу — рабочем квартале города Квебека. Посещала католическую школу. Когда Мари-Клер было 15 лет, тяжёлое финансовое положение семьи заставило её бросить учёбу и пойти работать. Она трудилась на заводах и фабриках, снимая собственную квартиру, и всё свободное время посвящала сочинительству. В определённый момент Бле поступила на вечерний курс писательского мастерства в Университете Лаваля, где на неё вскоре обратили внимание профессор литературы Жанна Лапуант и тогдашний вице-президент Совета Канады по искусству Жорж-Мари Левек. Левек предложил молодой писательнице, заканчивавшей в это время работу над своим первым романом, помощь в его публикации. С его помощью Бле также получила литературную стипендию, позволившую ей в течение года жить и работать в Париже.
Первый роман Бле, «Прекрасный зверь» (фр. La belle bête), увидел свет в 1959 году, когда ей было только 20 лет. Книга повествовала об отношениях уродливой молодой женщины и её физически прекрасного, но умственно отсталого младшего брата. Произведение отличали нехарактерные для франкоканадской литературы того времени концентрация насилия и грубый язык. Переполненный эмоциями роман произвёл фурор среди читателей и вызвал одобрительные отзывы одних критиков и резкое неприятие других, посчитавших его аморальным и шокирующим, особенно учитывая юный возраст его создательницы. В 1960 году «Прекрасный зверь» был также издан во Франции и вскоре переведён на английский, испанский и итальянский языки. Американский литературовед Эдмунд Уилсон был настолько впечатлён произведением, что назвал его автора в своей книге 1965 года «возможно, гением». С помощью Уилсона Бле получила две литературные стипендии от Фонда Гуггенхайма.
В дальнейшем (в особенности в 1960—1970-е годы) романы Бле продолжали появляться с высокой частотой. Её второй роман, «Белая голова» (фр. Tête blanche), вышел уже в 1960 году. В 1965 году появилось получившее наиболее высокие оценки критиков произведение Бле — роман «Один сезон из жизни Эмманюэля», переведённый более чем на десяток языков мира, удостоенный ряда литературных премий в Канаде и за рубежом и рассматриваемый в более чем 2000 литературоведческих публикациях. Вниманием критиков и литературными наградами были отмечены книги «Дневник Полины Аршанж» (фр. Manuscrits de Pauline Archange, 1968), «Глухой в городе» (фр. Le sourd dans la ville, 1979) и «Видения Анны» (фр. Visions d’Anna, 1982). «Дневник Полины Аршанж» стал первой книгой автобиографической трилогии, продолженной книгами «Жить! Жить!» (фр. Vivre! Vivre!, 1969) и «Маски» (фр. Les Apparences, 1970).
С начала 1960-х годов канадская писательница жила в Кембридже (Массачусетс), где познакомилась с художницей-американкой Мэри Мейгс. Бле, не скрывавшая своих гомосексуальных предпочтений, затем переехала с Мейгс и её партнёршей, писательницей Барбарой Деминг, в дом неподалёку от Кейп-Кода, где они жили вместе с 1963 года. Творчество Бле стало источником вдохновения для ряда работ Мейгс, а та в свою очередь иллюстрировала некоторые её книги, в том числе подарочное издание «Одного сезона». В 1972 году Бле и Мейгс переехали в Бретань (Франция), но после нескольких лет, проведённых в Европе, вернулись в Северную Америку, где поселились в Монреале. Этот город и Восточные кантоны Квебека служили источником вдохновения для писательницы и стали фоном сюжета во многих её произведениях.
Позже Бле наряду с Монреалем подолгу жила на Флорида-Кис. Эти места, ставшие её вторым домом в конце 1980-х годов, она описывает в двух книгах документального жанра — «Американские пассажи» (фр. Passages Américains, 2012) и «В сердце угрозы» (фр. À l’Intérieur de la Menace). Они также служат местом развития событий в произведениях цикла «Жажда» (фр. Soifs), начатого в 1995 году одноимённым романом и завершённого в 2018 году книгой «Встреча у моря» (фр. Une réunion près de la mer). В общей сложности в цикл вошли десять произведений, созданных на протяжении более чем двух десятилетий, и их герои встречаются в его заключительном романе.
Бле вела достаточно непубличный образ жизни, но охотно давала интервью и помогала коллегам-писателям. Она была членом жюри многочисленных литературных премий и конкурсов; среди прочего, с 2005 года присуждалась Франко-квебекская премия Мари-Клер Бле за лучший дебютный роман. Писательница также часто участвовала в дискуссиях, посвящённых положению сексуальных меньшинств. Партнёрша Бле Мэри Мейгс умерла в 2002 году. Сама писательница скончалась в ноябре 2021 года в Ки-Уэсте (Флорида). Её последний роман, «Сердце, населённое тысячей голосов» (фр. Un cœur habité de mille voix), увидел свет за месяц до её смерти.

## Литературное творчество
Литературное наследие Мари-Клер Бле включает почти 30 романов, 10 из которых входят в цикл «Жажда». Помимо прозаических произведений, она написала около десятка пьес и издала два сборника стихов — Pays voilés (1963) и Existences (1964), которые были также переведены на английский язык.
Начиная с первых произведений, героями Бле становятся простые, необразованные люди, представители рабочего класса, в чьей тяжёлой жизни господствуют простейшие насущные нужды. Писательница неоднократно подчёркивала, что «любое человеческое существо имеет право голоса», и среди её персонажей множество отвергнутых обществом, угнетённых людей. В числе основных тем творчества Бле — человеческое уродство, жестокость, отчаяние, преданные надежды.
Уже первый роман Бле, в котором уродливая главная героиня лишена материнского внимания, полностью отданного её идиоту-брату, «прекрасному зверю», заканчивается трагично, подчёркивая, что любая красота — это обман, а единственная правда жизни заключается в страдании. Действие наиболее известного романа писательницы, «Один сезон из жизни Эмманюэля», разворачивается в квебекской деревенской глуши. Его герой — младший ребёнок в семье, страдающей от бедности и болезней, но не готовой смириться с этим и впасть в отчаяние. В «Дневнике Полины Аршанж» развёрнута картина тяжёлого детства, полного жестокости и насилия, где многочисленные герои поочерёдно становятся то жертвами, то мучителями. Книга уделяет особое внимание роли католической церкви в жизни простых квебекцев: глубоко въевшаяся набожность превращается у матери главной героини в лицемерие, отталкивающее от неё дочь. В «Глухом в городе» трагический сюжет разворачивается в форме внутреннего монолога героя-рассказчика. В романах цикла «Жажда» герои страдают от наркотической зависимости и сексуального насилия и сталкиваются с угрозой гибели в ядерной войне; сквозной герой цикла, писатель по имени Дэниел, на протяжении первых семи романов работает над книгой, которую заканчивает лишь к восьмому.
Критики сравнивали творчество Бле с литературным наследием Вирджинии Вулф, Фолкнера и Достоевского. В её поздних работах прослеживали значительное влияние модернизма и, в частности, творчества Вулф, Фолкнера и Пруста. Ещё в начале 1960-х годов Эдмунд Уилсон писал, что как писательница она отличается от всех прочих и, возможно, гениальна. При присвоении Бле степени почётного доктора Оттавского университета в поздравительном адресе отмечалось, что, несмотря на обилие насилия в произведениях писательницы, оно не является ни беспричинным, ни беспредельным, ни эксгибиционистским, а горечь и натурализм, с которым она показывает детские страдания или потерю иллюзий героями, искупаются огромной нежностью и деликатностью.
В то же время многие критики отмечали, что проза Бле трудна для чтения. Это связано с особенностями её литературного языка, в котором редко встречаются знаки препинания и трудноопределимо время действия, а также с тем, что её произведения исполнены гнева и насилия. Так, писательница Марианна Акерман в журнале The Walrus писала: «Возможно ли, что Мари-Клер Бле, как утвреждают великие умы, гениальна и в то же время нечитаема?». Прозаический текст Бле не дробится на абзацы, отдельные фразы растягиваются на целые страницы. Характерным примером может служить первое предложение романа «Видения Анны», занимающее две страницы печатного текста и жертвующее конкретизацией пространства и времени ради лучшего раскрытия эмоционального мира героини-подростка. Кроме того, обилие просторечных оборотов и речевых экспериментов в языке произведений Бле делает их трудными для перевода.

### Экранизации и театральные постановки
Произведения Бле неоднократно экранизировались. Среди фильмов, снятых по её книгам, лента «Один сезон из жизни Эмманюэля» (1972, Франция, режиссёр Клод Вейс), получившая приз Двухнедельника молодых режиссёров на Каннском кинофестивале; «Глухой в городе» (1987, Канада, режиссёр Мирей Данзеро) — награда Международной Католической организации в области кино (OCIC) на Венецианском кинофестивале; «Прекрасное чудовище» (2006, Канада, режиссёр Карим Хуссейн); и «Океан» (1971, телевизионная адаптация, режиссёр Жан Фоше). «Прекрасный зверь» был также адаптирован для балетной сцены. Премьера в исполнении Национального балета Канады состоялась в 1977 году, балет вторично вернулся в репертуар этой же труппы 10 лет спустя.
Бле выступила в качестве сценариста в телевизионной постановке «Дневник в холодных картинках» (1978, режиссёр Джеймс Дормайер) и в полнометражном документальном фильме Анн-Клер Пуарье «Ты кричал „LET ME GO“» (1996).

## Награды
Творчество Мари-Клер Бле отмечено четырьмя Премиями генерал-губернатора — высшими наградами в области искусства в Канаде. Она становилась лауреатом премии в 1968 (за «Дневник Полины Аршанж»), 1979 («Глухой в городе»), 1996 («Жажда») и 2008 («Рождение Ребекки в эпоху мучений») годах. В 2000 году Писательский фонд Канады наградил её литературной премией имени У. О. Митчелла, а в 2006 году она стала первым автором, пишущим на французском языке, который был удостоен премии Мэтта Коэна, присуждаемой этой же организацией за достижения литературной карьеры. В 2016 году Бле также стала лауреатом премии Молсона, присуждаемой Советом Канады по искусству. Она была лауреатом ряда квебекских премий в области литературы и искусства. В 1986 году Бле стала членом Королевского общества Канады.
Международное признание творчества Бле началось с получения премии Французской академии в области французского языка (1961) и двух стипендий Гуггенхайма (в 1963 и 1965 годах). В 1966 году за «Один сезон из жизни Эмманюэля» она стала лауреатом премии Медичи (Франция). В 1983 году премии имени Анаис Сегала от Французской академии был удостоен роман «Видения Анны». Бле становилась лауреатом премий Бельгии (1976, 1990) и Монако (2002, за роман «В отблеске молнии и на свету», фр. Dans la foudre et la lumière). В 1992 году она стала первой североамериканской писательницей в составе бельгийской Королевской академии французского языка и литературы. Бле также была кандидатом на Нобелевскую премию.
Бле удостоена высшей государственной награды Канады — с 1972 года она была компаньоном ордена Канады. Другие её государственные награды, полученные от Канады и Содружества наций, включают:
- Медаль «В память 125-летия Канадской конфедерации» (1992)
- Медаль Золотого юбилея королевы Елизаветы II (2002)
- Медаль Бриллиантового юбилея королевы Елизаветы II (2012).

В 1995 году писательница стала офицером Национального ордена Квебека, а в 2016 году — компаньоном ордена Искусств и литературы Квебека. Она также удостаивалась зарубежных государственных наград:
- Рыцарь ордена Искусств и литературы (Франция, 1999)[8]
- Рыцарь Национального ордена «За заслуги» (Франция, 2008)[8]
- Офицер ордена Культурных заслуг (Монако, 2014)[13].

Бле была почётным доктором ряда университетов Канады — Йоркского (1975), Викторианского (1990), Оттавского (2004), Лавальского (2010) и Монреальского (2012). В 2003 году она также была удостоена звания почётного доктора Лионского университета (Франция).